# 유림외사

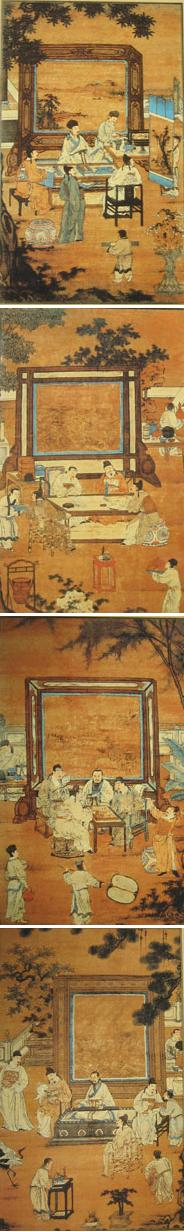

《유림외사(儒林外史)》는 청나라의 소설가인 오경재가 지은 55회의 풍자소설이다. 1745년~1749년에 제작되었으나 처음에는 사본으로 유포되었으며, 1768년~1779년경 양저우(揚州)에서 친구인 금조연(金兆燕)이 출판한 것이 최초의 판이라고 전한다. 그 후 산일되어 현존하는 최고(最古)의 판은 1803년의 와한초당본(臥閑草堂本)이다.

## 소개
중국문학사에서 소설은 문학의 정통성을 인정받지 못했다. 그러다가 명대(明代)에 들어와 삼국지를 비롯한 사대기서(四大奇書)가 창작되고 크게 유행하면서 소설은 문학의 한 형식으로 주목받게 되었다. 청대(淸代)에 들어와 ≪유림외사≫와 조설근의 ≪홍루몽≫이 출현하고 보급되면서 소설은 문학으로서의 확실한 지위를 차지하였고, 청대 말기에는 사회 개조의 수단으로 인식되면서 전성기를 맞이하게 된다. 이렇게 소설 융성의 기폭제 역할을 한 작품이 바로 ≪유림외사≫다.
당시 문사는 오직 팔고문(八股文)이란 형식적 문장만을 잘 지어 과거에 합격해 출세하는 것을 인생의 유일한 최고의 목표로 삼았다. 그렇지만 과거제도는 참된 인재를 뽑지 못하고 출세를 위해 수단과 방법을 가리지 않는 비열한 인간만을 양산하는 폐단을 낳았다. 오경재가 경험한 유림의 세계는 과거제도에 의해 인간성이 철저하게 파괴된 세계였다. 오경재는 ≪유림외사≫에서 과거에 정신을 잃은 사대부들의 가련한 모습과 탐욕에 빠진 비열한 행동, 관리들의 파렴치와 수탈을 담담한 필치로 생동감 있게 담았다.
≪유림외사≫의 유림(儒林)은 무사의 상대적 개념인 문사(文士) 계층을 망라하는 뜻을 지닌 말이고, 외사(外史)는 국가에 의한 공식적 역사기록인 정사(正史)가 아닌 ‘개인에 의한 사실 기록’이라는 뜻이다.
형식상 장회(章回) 소설인 ≪유림외사≫는 그 구조가 아주 독특하다. ≪유림외사≫는 주인공도 없고, 간단히 요약할 만한 줄거리도 없다. ≪수호전≫은 송강을 비롯한 108인이 양산박에 집결하고, ≪서유기≫는 삼장법사가 천축국에 불경을 구하러 간다는 줄거리가 있으나, ≪유림외사≫는 소설 전체가 짧은 삽화로 구성되어 있으며, 다양한 계층의 여러 인물이 차례차례 등장해 자기 역할을 마치면 사라져 버린다. 이런 구성은 자칫 산만해 보일 수 있지만, 오경재는 오히려 이런 구성을 통해 자유로운 공간을 조성하고 인물의 성격을 다채롭게 창조했다.
≪유림외사≫ 제1회에서는 원(元)나라 말기의 시인 왕면(王冕)의 일생을 묘사해 인물 평가의 모범을 제시하고, 이어 제2회, 제3회에 범진, 주진과 같은 인물을 등장시켜 당시 사회가 만들어낸 전형적 인간형을 묘사했다. 회가 거듭할수록 새로운 인물이 등장하면서 허위, 파렴치, 잔인, 우둔, 교활한 인물과 바른 심성을 가진 도덕군자의 모습 등을 사실적으로 묘사하고 있다.
독립된 삽화(揷話)를 연결하여 사제(師弟)·우인 등의 관계를 가진 주인공의 교대로 작품의 전개를 꾀하며 각 삽화를 종합하면, 자연과 청조 치하의 출세욕, 허위에 가득찬 유림(儒林=지주 지식층)의 세계가 부각되도록 구성되어 있는 점은 정사(正史)의 열전을 읽는 느낌이 있어 <외사(外史)>란 이름에 손색이 없다. 현실의 냉정한 관찰안과 사실적인 필치가 조화되어, '과거(科擧)'제도가 인간성을 상실시키는 경로를 예리하게 파헤친 걸작이다.
독특한 구성, 사실적인 표현과 풍부한 해학 등을 특징으로 지닌 소설이다. 첸쉬안퉁(錢玄同)은 중국 최고의 문학작품으로 ≪수호전≫, ≪홍루몽≫과 함께 이 작품을 들었고, 후스(胡適)는 이 작품을 백화(白話)문학의 최고 걸작으로 꼽았으며, 루쉰(魯迅)은 “오경재의 ≪유림외사≫가 나온 이후 비로소 중국에 풍자소설이 존재하게 되었다”라고 극찬했다.
- 진기환 역, 지만지